# Haliclona sanguinea
Haliclona sanguinea är en svampdjursart som beskrevs av Fromont 1995. Haliclona sanguinea ingår i släktet Haliclona och familjen Chalinidae.
Artens utbredningsområde är Nya Kaledonien. Inga underarter finns listade i Catalogue of Life.